# Memoriał Eugeniusza Nazimka 1996
Memoriał im. Eugeniusza Nazimka 1996 – 14. edycja turnieju w celu uczczenia pamięci polskiego żużlowca Eugeniusza Nazimka, który odbył się dnia 20 października 1996 roku. Turniej wygrał Janusz Ślączka.

## Wyniki
- Stadion Stali Rzeszów, 20 października 1996
- NCD: Rafał Trojanowski - 69,13 w wyścigu 5
- Sędzia: Marek Wojaczek

| Msc. | Zawodnik                 | Klub        | Pkt  |             |  |
| ---- | ------------------------ | ----------- | ---- | ----------- |  |
| 1    | (13) Janusz Ślączka      | Rzeszów     | 14   | (3,2,3,3,3) |  |
| 2    | (1) Rafał Trojanowski    | Rzeszów     | 12+3 | (2,3,3,2,2) |  |
| 3    | (4) Rafał Wilk           | Rzeszów     | 12+2 | (3,2,1,3,3) |  |
| 4    | (9) Sławomir Drabik      | Częstochowa | 11   | (3,1,3,1,3) |  |
| 5    | (10) Janusz Stachyra     | Rzeszów     | 11   | (1,2,2,3,3) |  |
| 6    | (11) Maciej Kuciapa      | Rzeszów     | 10   | (2,3,2,2,1) |  |
| 7    | (15) Piotr Winiarz       | Rzeszów     | 9    | (2,2,3,2,w) |  |
| 8    | (14) Tomasz Rempała      | Rzeszów     | 9    | (1,1,2,3,2) |  |
| 9    | (12) Sebastian Ułamek    | Częstochowa | 8    | (0,3,2,1,2) |  |
| 10   | (6) Jacek Rempała        | Tarnów      | 7    | (2,3,1,d,1) |  |
| 11   | (5) Grzegorz Rempała     | Rzeszów     | 6    | (3,d,1,2,d) |  |
| 12   | (3) Sławomir Sitek       | Kraków      | 4    | (1,1,1,1,0) |  |
| 13   | (7) Mariusz Niemczura    | Kraków      | 3    | (1,0,0,0,2) |  |
| 14   | (8) Maciej Pietraszek    | Rzeszów     | 1    | (0,0,0,1,d) |  |
| 15   | (16) Kazimierz Zaborniak | Rzeszów     | 1    | (0,1,0,d)   |  |
| 16   | (2) Mariusz Szyszka      | Rzeszów     | 0    | (0,0,0,0)   |  |
|      | rez. Krzysztof Bober     | Rzeszów     |      | (w)         |  |

Bieg po biegu
1. [70,11] Wilk, Trojanowski, Sitek, Szyszka
2. [70,38] G.Rempała, J.Rempała, Niemczura, Pietraszek
3. [71,34] Drabik, Kuciapa, Stachyra, Ułamek
4. [72,32] Ślączka, Winiarz, T.Rempała, Zaborniak
5. [69,13] Trojanowski, Ślączka, Drabik, G.Rempała
6. [71,35] J.Rempała, Stachyra, T.Rempała, Szyszka
7. [71,24] Kuciapa, Winiarz, Sitek, Niemczura
8. [72,38] Ułamek, Wilk, Zaborniak, Pietraszek
9. [69,49] Trojanowski, Kuciapa, J.Rempała, Zaborniak
10. [70,34] Winiarz, Ułamek, G.Rempała, Szyszka
11. [70,99] Drabik, T.Rempała, Sitek, Pietraszek
12. [72,04] Ślączka, Stachyra, Wilk, Niemczura
13. [71,39] T.Rempała, Trojanowski, Ułamek, Niemczura
14. [71,84] Ślączka, Kuciapa, Pietraszek, Szyszka
15. [72,04] Stachyra, G.Rempała, Sitek, Zaborniak
16. [72,49] Wilk, Winiarz, Drabik, J.Rempała
17. [71,84] Stachyra, Trojanowski, Winiarz, Pietraszek
18. [73,39] Drabik, Niemczura, Bober, Szyszka Bober za Zaborniaka
19. [74,28] Ślączka, Ułamek, Rempała, Sitek
20. [72,09] Wilk, T.Rempała, Kuciapa, G.Rempała
21. Wyścig dodatkowy: [72,05] Trojanowski, Wilk